# Diachasma wichmanni
Diachasma wichmanni är en stekelart som först beskrevs av Fischer 1957.  Diachasma wichmanni ingår i släktet Diachasma och familjen bracksteklar. Inga underarter finns listade i Catalogue of Life.